# Mic Michaeli

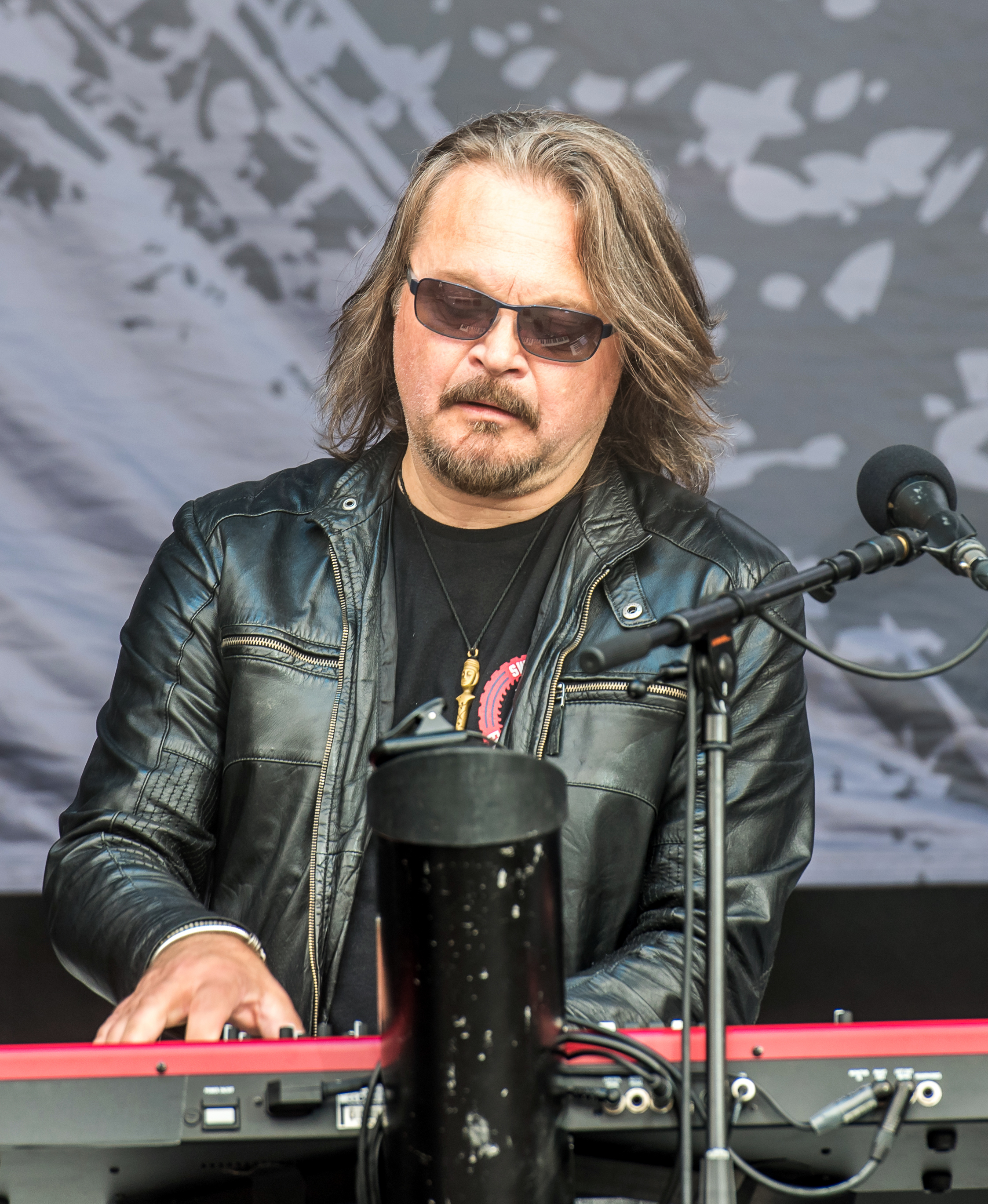
Mic Michaeli

Gunnar Mathias "Mic" Michaeli (Upplands Väsby, 11 november 1962) is een Zweeds toetsenist. Sinds 1984 is hij actief bij de Zweedse band Europe, waar hij zanger Joey Tempest opvolgde achter de synthesizer. Hij schreef mee aan diverse Europe-nummers, waaronder de succesvolle ballad Carrie. 
Naast Europe werkte Michaeli ook samen met Glenn Hughes, Brazen Abbot en Last Autumn's Dream (band).
- Bibsys: 11043952
- Biblioteca Nacional de España: XX1583629
- Gemeinsame Normdatei: 134871839
- International Standard Name Identifier: 0000 0000 5712 286X
- MusicBrainz: 3139e21d-f920-4a0e-9fed-bfed017e4342
- Nationale Bibliotheek van Tsjechië: xx0090362
- Virtual International Authority File: 24145969923332250126